# كولاتان
كولاتان (بالإنجليزية: Kulatan)‏ هي مستوطنة تقع في قسم اجارود الشرقي الريفي في إيران. يقدر عدد سكانها بـ 42 نسمة .